# Koriten
Koriten (Bulgaars: Коритен) is een dorp in Bulgarije. Het is gelegen in de gemeente Kroesjari, oblast Dobritsj. Op 31 december 2018 telde het dorp 206 inwoners. De bevolking bestaat uit Bulgaarse Turken (66,4%) en Bulgaren (32,8%).